# Автономність корабля
Автоно́мність корабля́ (судна) (скор. автономність) — тривалість у добах, протягом якої корабель (судно) здатен перебувати в морі, виконуючи поставлені йому завдання, без поповнення запасів питної й технічної води, продовольства і витратних матеріалів, які не стосуються руху, а також без зміни особового складу.
Автономність визначається призначенням судна і становить 3…5 діб для невеликих морських і рейдових суден, 30…60 діб для великих морських транспортних суден, 6…12 місяців для великих криголамів, промислових, гідрографічних та науково-дослідних суден. Розрізняють також, автономність судна за запасами провізії, прісної води й палива.
Для військових кораблів показник автономності є елементом тактико-технічних характеристик і додатково включає забезпеченість боєприпасами, а для підводного човна ще й запасами кисню. Автономність становить орієнтовно для підводного човна 30…90, авіаносця — 30, крейсера — 20, ескадреного міноносця — 12 діб. Розрізняють також бойову автономність корабля — тривалість безперервного ведення бойових дій без поповнення боєзапасу (а в авіаносців і авіаційного палива), яка обчислюється декількома добами та залежить від інтенсивності бойових дій.
Автономність судна задається при проєктуванні, при цьому враховуються функції, що покладаються на нього та райони плавання. Автономність забезпечується також надійністю технічних засобів, створенням для екіпажу необхідних умов життєзабезпечення і розміщенням на кораблі необхідних для функціонування корабля матеріальних запасів.
На відміну від дальності плавання, яка може бути практично безмежною (наприклад, для кораблів з атомними силовими установками), автономність завжди має межу. У найтиповішому випадку — це автономність за запасами продовольства та прісної води для команди. У атомних авіаносців це може бути автономність за запасами палива і боєприпасів для авіагрупи (у стандартному розрахунку — при двох бойових вильотах в день на машину).